# Борн (Нідерланди)
Борн (лімб. Bor) — село, розташоване в так званій «талії» нідерландської провінції Лімбург і входить до складу муніципалітету Сіттард-Гелін з 2001 року. Там проживає близько 6 тисяч осіб. Борн особливо відомий завдяки розміщенню VDL Nedcar, найбільшого голландського виробника автомобілів.
Місце, яке було незалежним муніципалітетом до 2001 року, має, як і Сіттард і Сустерен, лише коротку історію з Лімбургом. З 1400 по 1806 рік ці місця належали не Нідерландам, а (з початку XVI століття) Вестфальському Крайцу, який входив до складу Священної Римської імперії.